# Castell de l'Ou
El Castell de l'Ou (en napolità i italià: Castel dell'Ovo, nom llatí: Castrum Lucullanum) és el castell més antic de la ciutat de Nàpols, situat en una península a l'extrem del golf que hi ha a l'oest d'aquesta ciutat.

## Origen del nom
El seu nom deriva d'una antiga llegenda segons la qual el poeta llatí Virgili va posar en els fonaments just a sota dels calabossos del castell un ou per mantenir dempeus tota la fortalesa. Quan l'ou es va trencar pel pes que suportava, això va provocar no tan sols l'enderrocament de part del castell, sinó que també va causar una sèrie de ruïnoses catàstrofes a la ciutat de Nàpols.
Durant el segle xiv, en època de la reina Joana I el castell va patir desperfectes a causa del col·lapse parcial de l'arc que feia de suport i, per evitar el pànic entre la població que esperaria les presumptes futures catàstrofes que esdevindrien a la ciutat, la reina va haver de jurar que havia substituït l'ou.
El castell estava situat sobre un illot. Aquesta illa, en època de la Magna Grècia era coneguda pel nom grec Megaris i era una prolongació natural del mont Echia, que estava unit a terra ferma per un subtil istme de roca. Aquest va ser el lloc on un grup de ciutadans de Cumes fundà l'antiga Parthenope al segle viii aC. Al segle i aC, Luci Licini Lucul·le va adquirir uns terrenys molt grans (segons algunes hipòtesis la finca s'estenia des de Pizzofalcone fins a Pozzuoli) que incloïen aquesta illeta en la qual es va construir una esplèndida vil·la. La casa estava dotada d'una rica biblioteca, tenia un aquari per criar morenes, hi havia presseguers importats de Pèrsia, que en aquella època era una fruita nova per als europeus, així com els cirerers que va fer portar de Farnàcia. A mitjan segle v, l'emperador Valentinià III feu fortificar la vil·la en preparació per a la defensa dels vàndals i passà a dir-se Castrum Lucullanum, en record de l'antic propietari Lucul·le, nom que es va mantenir fins a finals de l'Imperi romà.

## De presó a monestir

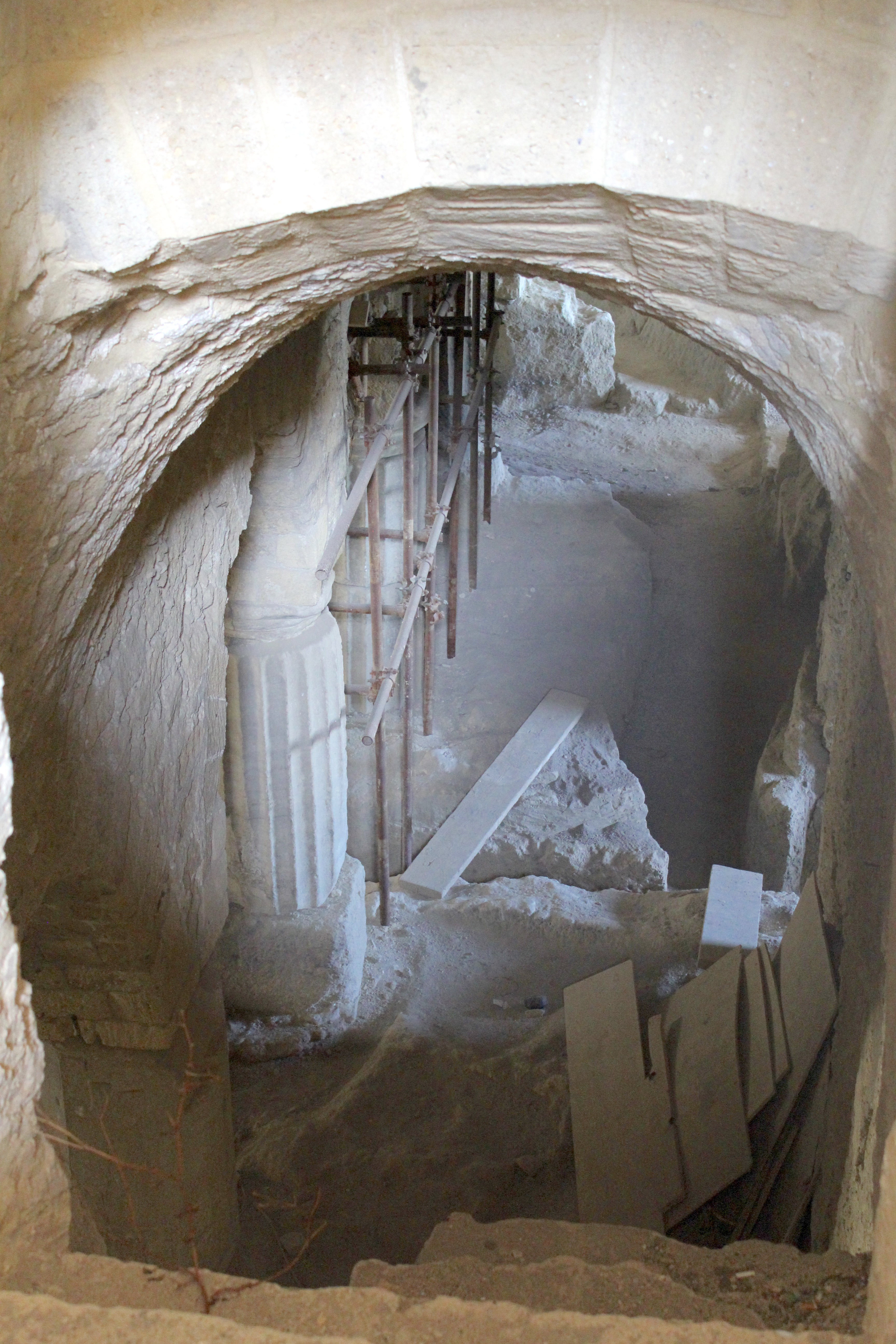
Restes dels dormitoris dels monjos

L'emperador Ròmul Augústul, deposat pel rei dels ostrogots, Odoacre, fou enviat aquí el 476 i se li permeté viure sota vigilància i amb una pensió alimentària.
A finals de segle v, s'hi va instal·lar una comunitat de monjos basilians procedents de Pannònia que duien les relíquies de sant Severí. Els monjos d'aquesta comunitat van adoptar al segle vii la regla benedictina i crearen un scriptorium per fer còpies de llibres, aprofitant probablement el que restava de la biblioteca de Lucul·le. Al monestir el van anomenar Cenobi de Sant Salvador.

## L'edat mitjana
El 872, un grup de sarraïns van desembarcar a l'illa, es van apoderar del cenobi i van fer pres el bisbe Atanasi de Nàpols, però amb les forces conjuntes de la flota del ducat i les de la República d'Amalfi van poder alliberar-lo. Les estances afegides pels monjos les va fer tombar a començaments del segle x el duc de Nàpols, per evitar que s'hi fessin forts els sarraïns usant el lloc com a base per a envair la ciutat, i els monjos, els va traslladar a Pizzofalcone.
En un document del 1128 que tracta sobre aquest lloc s'esmenta novament una fortificació, denominada Arx Sancti Salvatoris, pertanyent a l'església de Sant Pere, que havien construït els monjos. L'únic element arquitectònic de relleu que en roman són unes grans arcades pertanyents a una porxada frontal.

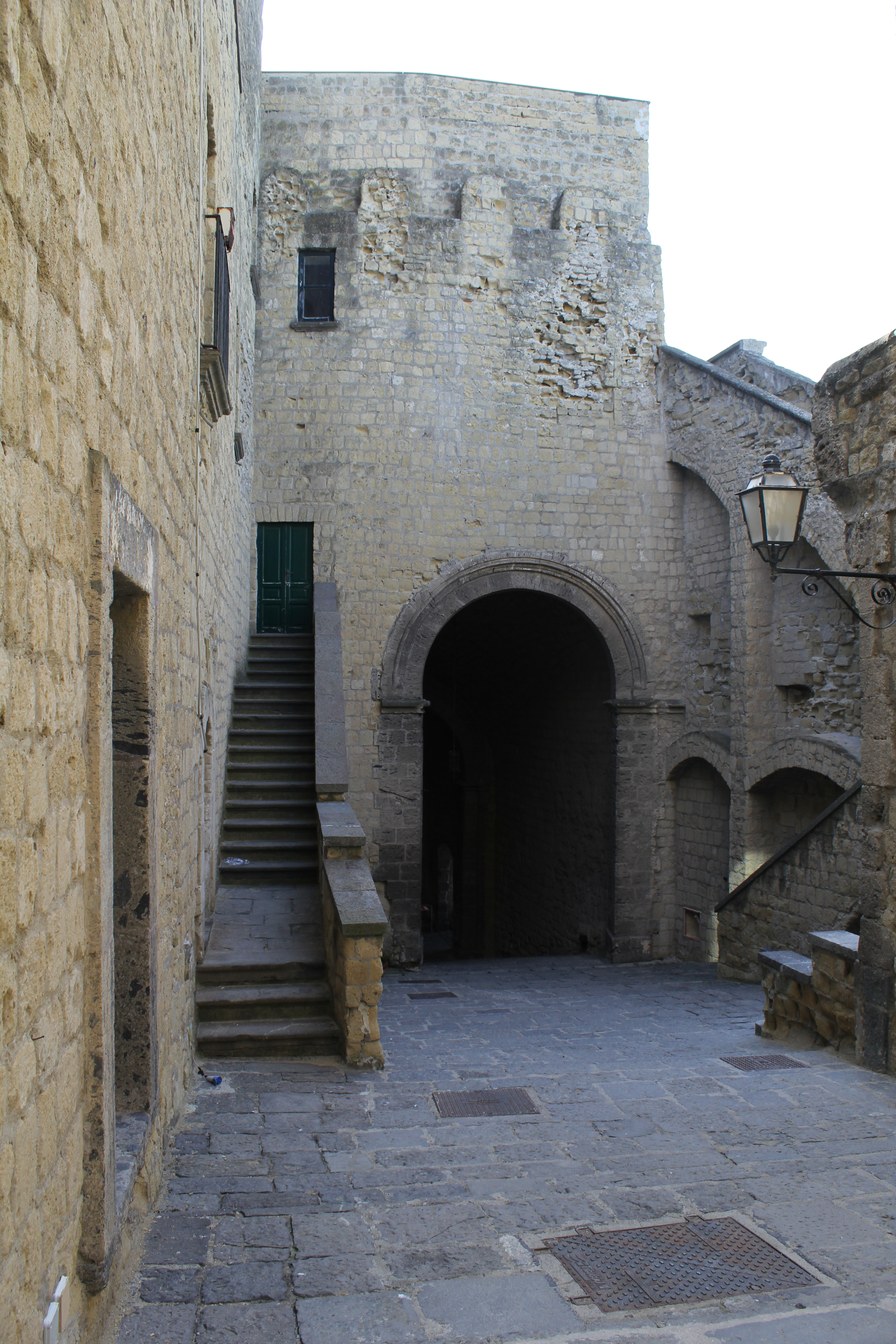
Torre normanda

Roger el Normand, rei de Sicília, va conquerir Nàpols l'any 1140 i feu del castell la seva seu. La dinastia dels normands van repartir la seva vida i les decisions polítiques entre aquest lloc i el castell Capuà de Nàpols. Van fer millores en la fortificació del castell de l'Ou i van afegir-hi una torre, coneguda com la torre normanda.
Quan la propietat passà a la dinastia sueva, per Constança I de Sicília, se'n va tornar a fortificar per ordre de l'emperador Frederic el 1222, que el va fer servir com a lloc segur per guardar el tresor reial i hi va fer afegir tres torres més: torre de Colleville, torre Mestra i torre del Mig. En aquesta època també es va fer servir com a presó.
El rei Carles I d'Anjou va situar la cort en un altre castell proper, en terra ferma, el castell Nou, mentre que aquest va passar a ser esmentat als textos com "castell de l'Ou" (chateau de l'Oeuf o castrum Ovi incantati) i continuà mantenint les funcions de tresoreria i presó. En aquesta època hi va estar tancat Conradí de Sicília abans de ser decapitat a la plaça del mercat de Nàpols. Altres presos famosos en van ser: els fills de Manfred i de la reina Elena Ducas.
El 1370 després que una tempesta fes malbé el castell, s'esfondrà l'arc natural que constituïa l'istme, i la reina Joanna el va fer reconstruir en obra, i hi afegí restauracions als murs fets pels normands. Després d'haver habitat al castell com a sobirana, la reina fou empresonada pel seu nebot Carles, abans de ser enviada a l'exili a Muro Lucano. Un moviment sísmic l'any 1456 va fer-ne caure gairebé totes les torres.

## De la corona catalanoaragonesa als Borbó
Alfons el Magnànim, iniciador del domini de la corona catalanoaragonesa a Nàpols (1442 – 1503), va encomanar-hi algunes obres: enriquí el palau reial, la restauració del moll, la millora de les estructures de defensa i feu abaixar les torres.
El seu successor, Ferran I de Nàpols, va rebre l'atac de les tropes franceses, i per recuperar el castell van haver de bombardejar-lo amb artilleria.
El castell va ser malmès encara més per la lluita entre Lluís XII de França i Gonzalo Fernández de Córdoba, enviat per Ferran el Catòlic, l'últim rei catalanoaragonès de Nàpols. El 1503 el setge de Ferran el Catòlic, finalment, va demolir el que en quedava de les torres. El castell va ser llavors refet, i prengué la forma que veiem avui. Es van canviar els sistemes d'armes defensives, dotant-lo de canons, se'n van reconstruir les torres octogonals, els va doblar el gruix dels murs i algunes estructures defensives es van orientar cap a terra ferma, i no sols cap a la mar. Des d'aquí els nous propietaris, els francesos, van ser derrotats en dues ocasions i, juntament amb la conquesta de Cerignola i el Garigliano per part dels espanyols, van veure perdut el Regne de Nàpols.
Durant el govern dels virreis de Nàpols i dels Borbó el castell fou fortificat amb artilleria i dos ponts llevadissos. L'edifici perdé completament la funció de residència reial i a partir del segle xviii també el títol de "fàbrica reial", i va esdevenir un destacament militar, des del qual els espanyols van bombardejar la ciutat durant el motí de Masaniello. També es va fer servir com a presó i van estar reclosos, entre d'altres, el filòsof Tommaso Campanella (durant 27 anys) abans de ser sentenciat a mort, i anys més tard alguns jacobins, carbonaris i liberals, entre els quals estaven Carlo Poerio, Luigi Settembrini i Francesco de Sanctis (durant 3 anys).

## Des de la unificació italiana fins a l'actualitat
Després de la Unificació italiana, es va dur a terme un gran projecte de reestructuració urbanística de la ciutat de Nàpols, elaborat per l'Associació de científics, literats i artistes el 1871, que van proposar l'enderrocament d'aquest castell per fer un nou barri d'habitatges. El projecte, però, fou aturat per manca de pressupost i l'edifici va quedar en estat de ruïna i pràcticament abandonat fins a començament del 1975, en què se'n feren algunes restauracions bàsiques.
En l'actualitat pertany al districte de Santa Llúcia i és visitable. A l'interior de les seves grans sales es fan exposicions temporals. En la seva base ha sorgit un petit port recreatiu anomenat Borgo Marinari, que forma un espai animat amb restaurants i bars.